# Friedrich Loose
Friedrich Loose (* 25. April 1853 in Bornum; † 2. Oktober 1930 in Großmühlingen) war ein deutscher Pfarrer und Regionalhistoriker.

## Leben
Friedrich Loose wurde als zweites von 13 Kindern im Pfarrhaus von Bornum geboren. Nach dem Studium der Theologie in Halle (Saale) trat Loose 1878 den Posten des Kreispfarrvikars in Coswig an. Nach Pfarrstellen in Sandersleben und Radegast wurde er 1898 Pfarrer an der St.-Petri-Kirche in Großmühlingen. 1923 wurde Loose in den Ruhestand versetzt. Danach widmete er sich der Geschichte der Region.

## Ehrungen
Zur 1000-Jahr-Feier der Gemeinden Großmühlingen und Kleinmühlingen 1936 wurde ihm zu Ehren ein Denkmal eingeweiht und eine Straße nach Loose benannt. 1993 wurde der Grund- und der Sekundarschule Großmühlingen der gemeinsame Name Friedrich-Loose-Schule verliehen.

## Werke
- Aus Großmühlingens Vergangenheit. Dessau 1903.
- Geschichte von Großmühlingen mit besonderer Berücksichtigung der Siedlungsgeschichte und ihres Zusammenhangs mit der Volkskunde. Dessau 1923.
- Das wüst gewordene Barsdorf bei Großmühlingen. Köthen 1933.
- Ergänzt und bearbeitet durch die Projektgruppe des Kirchbauvereins St. Petri Großmühlingen: Mega mulinga – ein typisches Bauerndorf: Forschungen zur Orts- und Familiengeschichte von Großmühlingen und der Magdeburger Börde. Magdeburg: Arbeitsgemeinschaft für Genealogie 2011 (= Familienforschung heute Sonderband 10), ISBN 978-3-942235-09-9.